# Cylindrothecium pallidum
Cylindrothecium pallidum là một loài Rêu trong họ Entodontaceae. Loài này được (Mitt.) Besch. mô tả khoa học đầu tiên năm 1873.